# Dirk Hoffmann

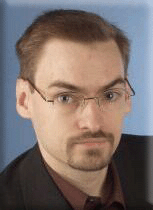
Dirk Hoffmann

Dirk W. Hoffmann (* 1972 in Frankenthal) ist ein deutscher Informatiker. Er ist seit 2004 Professor an der Fakultät für Informatik der Hochschule Karlsruhe.

## Leben
Hoffmann beendete 1997 sein Informatikstudium an der Universität Karlsruhe. 2001 promovierte er an der Universität Tübingen. Bis zu seinem Ruf an die Hochschule Karlsruhe arbeitete er als Entwickler für die Firmen Synopsys und Robert Bosch.

## Bücher
- Gödel's Incompleteness Theorems: A Guided Tour Through Kurt Gödel’s Historic Proof., Springer, Heidelberg 2024, ISBN 978-3-662-69549-4.
- Forcing: Eine Einführung in die Mathematik der Unabhängigkeitsbeweise., Books on Demand, Norderstedt 2018, ISBN 978-3-746-04460-6.
- Einsteins Relativitätstheorie. Eine geführte Reise durch Raum, Zeit und die Geschichte der Physik., Books on Demand, Norderstedt 2015, ISBN 978-3-738-61578-4.
- Einführung in die Spezielle Relativitätstheorie., Books on Demand, Norderstedt 2015, ISBN 978-3-738-65807-1.
- Einführung in die Informations- und Codierungstheorie., Springer Vieweg, Heidelberg 2014, ISBN 978-3-64-254002-8.
- Die Gödel'schen Unvollständigkeitssätze. Spektrum – Akademischer Verlag, Heidelberg 2012, ISBN 978-3-82-742999-5.
- Grenzen der Mathematik. Eine Reise durch die Kerngebiete der mathematischen Logik. Spektrum – Akademischer Verlag, Heidelberg 2012, ISBN 978-3-642-34719-1.
- Theoretische Informatik, Carl Hanser Fachbuchverlag, München 2011, ISBN 978-3-446-42639-9.
- Software-Qualität, Springer Vieweg, Heidelberg 2013, ISBN 978-3-642-35699-5, doi:10.1007/978-3-642-35700-8.
- Grundlagen der Technischen Informatik., Carl Hanser Fachbuchverlag, München 2007, ISBN 978-3-446-40691-9.